# Вайсія довголиста
{{#ifeq:0|0|{{#if:Weissia longifolia|{{#if:|[[]}}|[[]]}}}}
Вайсія довголиста (Weissia longifolia) — вид мохів порядку потіальних (Pottiales).

## Поширення
Батьківщиною є Європа, Північна Америка, Азія.
Населяє бур'ян, ґрунт, скелі, порушені ділянки, узбіччя доріг, поля, кислотні чи вапняні субстрати.

## Характеристика
Рослини дрібні, до 10 мм заввишки, часто темно-зелені, в пухких пучках. Стебла прямовисні, зазвичай прості. Листки часто скупчені на кінчиках стебла, сильно хрусткі, коли сухі, розпростерті, коли вологі, від вузьколанцетних до видовжено-ланцетних, загострена на верхівці; краї сильно загнуті над основою листа, цільні або зубчасті з виступаючими сосочками. Коробочкові ніжки дуже короткі, до 1 мм. Коробочки видовжено-яйцеподібні. Спори вивільняються в результаті розпаду стінки капсули; вони мають розмір від 16 до 25 мікрон.